# George Orwell
George Orwell, pseudoniem voor Eric Arthur Blair (Motihari (India), 25 juni 1903 – Londen, 21 januari 1950), was een Brits schrijver, journalist, essayist en literair criticus. Hij is een van de meest bewonderde Engelstalige auteurs van de 20e eeuw. Hoewel hij zijn eerste roman reeds in 1933 publiceerde, was hij aanvankelijk slechts enigszins bekend als schrijver om zijn politiek activisme (hij vocht mee in de Spaanse Burgeroorlog), brak hij door in 1945. Het bekendst zijn de twee werken die hij schreef tegen het einde van zijn leven: de moderne allegorie Animal Farm waarmee hij in 1945 doorbrak en de in 1949 verschenen dystopische roman 1984. Beide zijn scherpe aanklachten tegen stalinisme en totalitarisme.

## Eton College en Indian Imperial Service
Eric Arthur Blair werd geboren op 25 juni 1903 in Motihari, Bihar, India uit een Schotse familie. Zijn vader Richard Blair werkte voor het opiumdepartement van de Civil Service. Zijn moeder Ida Limouzin bracht hem na een jaar naar Engeland. Hij had een oudere zuster, Marjorie en een jongere zuster, Avril. Later zou hij zijn familiale achtergrond ironisch omschrijven als lower-upper-middle class.
Als kind werd hij naar Eton College gestuurd van 1917 tot 1921. Uit sommige schoolrapporten blijkt dat hij een zwakke leerling was, maar uit andere het tegenovergestelde. Een aantal leraren kon duidelijk niet overweg met wat zij ervoeren als een gebrek aan respect voor hun gezag. Hij was relatief gelukkig met zijn onafhankelijkheid in Eton, maar het heeft hem toch voor de rest van zijn leven een afkeer van de Britse bovenklasse doen krijgen. Zijn familie kon geen universiteit betalen en zo vervoegde hij zich in 1922 bij de Indian Imperial Service in Birma. Hij diende daar als overheidsfunctionaris in Katha en Moulmein. Toen hij in 1927 met verlof terugkeerde naar Engeland, nam hij ontslag uit de koloniale dienst.
Deze periode inspireerde hem later tot het schrijven van de roman De jaren in Birma (Burmese Days). Het verhaal speelt zich af in Birma anno 1926 tegen de achtergrond van het koloniale Britse Rijk. Het hoofdpersonage John Flory voelt zich niet thuis in de Europese Club in het rechtse sfeertje van het kolonistenmilieu. Hij houdt van Birma en de Birmezen, maar verafschuwt het Britse kolonialisme en imperialisme. Zijn leven is eenzaam en bitter. Men mag aannemen dat dat toen ook gold voor Orwell zelf.

## Participerende journalistiek
Blair stapte over naar de journalistiek. Hij verhuisde in 1928 naar Parijs waar zijn tante woonde. Zijn carrière als freelancejournalist kwam niet van de grond, hij verbleef in de armoede van de achterbuurten en zwoegde in hotelkeukens om te overleven. Terug in Londen deelde hij in 1929 noodgedwongen het lot van dakloze zwervers. Wat begon als een aantal ellendige maanden, groeide uit tot een literair project over mensen die leven aan de zelfkant. Zijn donkere periode was voorbij, maar vanaf 1929 begaf hij zich verder in die wereld om haar beter te leren kennen. Blair nam de naam aan van de rivier de Orwell in Suffolk en debuteerde in januari 1933 als schrijver met Down and Out in Paris and London (vertaald als Aan de grond in Londen en Parijs). De maatschappij keek neer op de armen, de bordenwassers en de bedelaars, maar hij nam het op voor de zwakkeren. Het zijn gewone mensen met minder middelen die voor de rest niet verschillen van de andere burgers.
In 1936 werd Orwell betaald door de Left Book Club om een verslag te schrijven over de armoede van de werkende klasse in het noorden van Engeland. Het eerste deel van De weg naar Wigan (The Road to Wigan Pier) beschreef het leven in de steenkoolmijnen van Lancashire en Yorkshire. In het tweede deel vertelde Orwell over zijn groeiend politiek bewustzijn. Hij klaagde zo sterk bepaalde onverantwoordelijke elementen van de linkerzijde aan, dat de uitgever een verzachtend voorwoord aan het boek toevoegde. Na zijn onderzoekswerk trouwde Orwell met Eileen O'Shaughnessy. Met deze twee boeken kan Orwell beschouwd worden als een van de grondleggers van de participerende journalistiek.

## Spaanse Burgeroorlog en Revolutie
In december 1936 trok hij naar Spanje om in de Spaanse Burgeroorlog (1936–1939) tegen het fascisme en voor de maatschappelijke revolutie die zich daar ontvouwde te vechten. Hij nam dienst bij de militie van de marxistische Partido Obrero de Unificación Marxista (POUM) en raakte op 17 mei 1937 aan het front bij Huesca ernstig gewond door een schotwond in zijn hals. Tot grote verbazing van Orwell kwamen de POUM-milities zwaar in aanvaring met de Communistische Partij van Spanje (PCE). De PCE plooide zich naar de internationale belangen van de Sovjet-Unie. Om te herstellen van zijn verwondingen was Orwell in Barcelona gedurende de Meidagen van 1937, waardoor hij ooggetuige was van de gevechten tussen enerzijds de stalinistische communisten en hun bondgenoten tegen anderzijds de POUM en de anarchosyndicalistische Confederación Nacional del Trabajo (CNT). Toen de POUM in juni 1937 verboden werd, moest hij Barcelona ontvluchten. In Catalonië heeft Orwell de dictatoriale aard van het stalinisme leren kennen. De stalinistische heksenjacht tegen de POUM met lastercampagnes, valse beschuldigingen, huiszoekingen en arrestaties hebben van hem een levenslange antistalinist gemaakt. Hij beschreef zijn ervaringen in Saluut aan Catalonië (Homage to Catalonia).

## Tweede Wereldoorlog
Als nieuw lid van Independent Labour verzette Orwell zich eerst tegen de herbewapening van Engeland in het vooruitzicht van de oorlog met nazi-Duitsland. Kort na het uitbreken van de Tweede Wereldoorlog verliet hij echter die politieke partij omwille van hun extreem pacifisme en sloot zich aan bij de British Home Guard. Als socialistische patriot hoopte hij dat de oorlog zou leiden tot een revolutionaire beweging onder het Britse volk.
In 1941 werkte hij voor de BBC Eastern Service die Indiase en Oost-Aziatische steun wilde winnen voor de Britse oorlogsinspanningen. Hij was zich bewust van de propagandistische inhoud. Het Engelse Ministerie van Informatie was de inspiratie voor het Ministerie van Waarheid uit 1984. Orwells ontslag bij de BBC volgde kort na een rapport waaruit bleek dat er erg weinig Indiërs luisterden naar de uitzendingen. Hij was ook ongeduldig om te beginnen aan Animal Farm.

## Zijn meesterwerken
In 1945 kende zijn antistalinistische satire Animal Farm (vertaald als Dierenboerderij en Boerderij der dieren) veel succes. Het verhaal ging over een commune van intelligente boerderijdieren. De varkens Sneeuwbal en Napoleon lanceren het idee om hun tirannieke baas te verjagen, zodat de dieren kunnen werken en leven als gelijken. Na de revolutie gaat het de dierenboerderij voor de wind, maar de varkens worden corrupt en stellen de utopische idealen ten dienste van hun eigen belangen. Het basisbeginsel Alle dieren zijn gelijk wordt veranderd in Alle dieren zijn gelijk, maar sommige dieren zijn meer gelijk dan andere. Op het einde is de commune een dictatuur geworden. De allegorie verwees naar de Russische Revolutie die, in zijn ogen, totaal degenereerde onder invloed van de dictator Jozef Stalin. Animal Farm betekende Orwells doorbraak als schrijver. Voor het eerst in zijn leven kreeg Orwell een comfortabel inkomen. Zijn vrouw stierf in 1945 tijdens een operatie, nadat ze kort voordien een jongetje, Richard Blair, geadopteerd hadden.
Zijn bekendste werk is de dystopische toekomstroman 1984. In 1949 schetste Orwell een somber beeld van hoe de mensheid er 35 jaar later uit zou kunnen zien: een totalitaire maatschappij onder de controle van het alziend oog van Big Brother waarin de menselijke vrijheid geheel aan banden gelegd werd. Het boek moest de wereld waarschuwen voor het totalitarisme. Orwell twijfelde aanvankelijk tussen de titels The Last Man in Europe of 1984, maar zijn uitgever hielp hem voor 1984 te kiezen. Hij schreef een groot deel van de roman op het eiland Jura voor de Schotse kust.

## Overlijden
In oktober 1949 trouwde hij nog met Sonia Brownell, maar op 21 januari 1950 overleed de 46-jarige Orwell in Londen aan tuberculose. Hij had de ziekte waarschijnlijk opgelopen tijdens de periode van Down and Out in Paris and London. De laatste drie jaar van zijn leven heeft hij in veel ziekenhuizen gelegen. Hij is begraven volgens de anglicaanse rite en ligt op het All Saints' Churchyard van Sutton Courtenay in Oxfordshire.

## Politieke opvattingen
Voor het einde van 1935 maakt George Orwell duidelijk geen echte politieke voorkeur te bezitten, maar de Spaanse Burgeroorlog brengt daar verandering in. In zijn eigen woorden verklaart hij: "Elke regel serieus werk die ik heb geschreven sinds 1936 is geschreven, direct of indirect, tegen totalitarisme en voor democratisch socialisme zoals ik dat begrijp."
Na teruggekeerd te zijn uit Catalonië sloot Orwell zich aan bij de Independent Labour Party. Toen de Tweede Wereldoorlog op uitbreken stond was Orwell in het begin tegen een herbewapening van Groot-Brittannië, maar na het Molotov-Ribbentroppact en de verdere escalaties herzag hij zijn mening. Hij stapte uit de ILP, omdat ze tegen een oorlog met Nazi-Duitsland waren. In 1941 beschreef hij zijn socialistische ideeën in The Lion and the Unicorn: Socialism and the English Genius, waarin hij stelde dat een socialistische hervorming noodzakelijk was om de Tweede Wereldoorlog te winnen. Hij keerde zich hierin tegen het communisme met diens gehele opheffing van het privé-eigendom van de productiemiddelen. Orwell wilde wel de grote industrie en banken laten nationaliseren.
Tijdens de oorlog stelde Orwell zich kritisch op tegen het idee dat een alliantie tussen de Verenigde Staten en Groot-Brittannië enerzijds en de Sovjet-Unie anderzijds een duurzame basis voor vrede zou kunnen zijn. Hij merkte op dat zij die voor de oorlog voor een appeasementpolitiek waren, hun getrouwheid hadden verplaatst van Hitler naar Stalin. Hoewel Orwell zware kritiek uitte op het communisme en stalinisme, zal hij zichzelf toch aan de linkerzijde van het politieke spectrum beschouwen. In november 1945 werd hij door de gravin van Atholl gevraagd om te spreken voor "The League for European Freedom", op een protestvergadering om het communistisch geweld in Joegoslavië aan te kaarten. Hij antwoordde:

"Het is zeker dat wat jullie zeggen tijdens deze vergaderingen meer de waarheid is dan de leugenachtige propaganda die je in de meeste pers kan vinden, maar ik kan mezelf niet associëren met een in de facto conservatief orgaan dat zegt de vrijheid in Europa te verdedigen maar niets te zeggen heeft over Brits imperialisme. Het lijkt me dat je de misdaden die nu aan de gang zijn in Polen, Joegoslavië, etc. enkel kan veroordelen als je gelijk ook erop staat om de Britse overheersing van India tot een einde te brengen. Ik hoor aan links toe en moet daarin verder werken, hoezeer ik ook het Russische totalitarisme en zijn giftige invloed in dit land haat."
Aan de linkerzijde van het politieke spectrum had hij echter zware kritiek op andere linkse journalisten en intellectuelen:

Onthoud dat voor oneerlijkheid en lafheid altijd betaald moeten worden. Verbeeld je niet dat je jaren aan een stuk de hielenlikkende propagandist van het Sovjet-regime, of eender welk regime, kan zijn en dan plots terug kan keren naar eerlijkheid en rede. Eens een hoer, altijd een hoer.
Orwell nam hiermee een positie in die inging tegen de heersende Labour-gedachte. Hij bevond zich daar eerder in de linkervleugel. Sinds zijn ervaringen in revolutionair Spanje kwam Orwell in Londen in contact met verschillende anarchisten en raakte met hen bevriend, waaronder Vernon Richards en Marie Louise Berneri. Orwell ondersteunde in Londen onder andere de krant Revolt en verdedigde de anarchistische uitgeverij Freedom welke tijdens de Tweede Wereldoorlog de nodige repressie ervoer.
Gedurende meer dan 20 jaar hield de politie van Orwell een dossier bij. Het dossier vermeldde, volgens een onderzoeker, dat Orwell "een vergevorderde communistische visie had en enkele van zijn Indiase vrienden verklaard hebben hem vaak op communistische ontmoetingen gezien te hebben". MI5 had hierover te melden dat het eerder evident leek dat volgens zijn recente geschriften hij niets met de communistische partij te maken had, noch zij met hem.
In 1949 overhandigde hij aan een vriendin, die werkte voor de anticommunistische contrapropaganda van het Ministerie van Buitenlandse Zaken, een lijst van 37 journalisten en artiesten waarvan hij vermoedde dat zij communistische sympathieën hadden. Van een aantal van hen was dit allang algemeen bekend. Hij speelde haar de namen toe om haar ervoor te waarschuwen hen niet in de arm te nemen voor het werk van haar organisatie. Op de lijst stonden de acteurs Charlie Chaplin en Michael Redgrave. Een deel van de genoemde personen bleken later inderdaad samen te werken met de Sovjet-Unie, terwijl anderen juist negatieve uitlatingen deden over de Sovjet-Unie en het communisme.

### Fictie
- 1933 - Down and Out in Paris and London. Vertaald als: Aan de grond in Londen en Parijs. Amsterdam, Meulenhoff, 1970
- 1934 - Burmese Days. Vertaald als: De jaren in Birma, roman. 1935; Amsterdam, Meulenhoff, 1975 ISBN 90-290-0089-9
- 1935 - A Clergyman's Daughter. Vertaald als: De domineesdochter, roman. Amsterdam, Meulenhoff, 1972. ISBN 90-290-0373-1
- 1936 - Keep the Aspidistra Flying. Vertaald als: Houd de sanseferia hoog. Amsterdam, Meulenhoff, 1973 ISBN 90-290-0406-1
- 1939 - Coming up for Air. Vertaald als: Happend naar lucht, roman. Amsterdam : Meulenhoff, 1971 ISBN 90-290-0491-6
- 1945 - Animal Farm. Vertaald als: De boerderij der dieren, een sprookje voor groote menschen. Bussum, Phoenix, 1947; De boerderij der dieren (strip). Amsterdam, Semic, 1985; Animal farm, roman'. Amsterdam, De Arbeiderspers, 2007 ISBN 978-90-295-8774-7
- 1949 - Nineteen Eighty-Four. Vertaald als: 1984. Amsterdam, De Arbeiderspers, 1950; 1984, in makkelijke taal. Amsterdam, Eenvoudig Communiceren, 2022 ISBN 978-90-8696-702-5

### Non-fictie
- 1937 - The Road to Wigan Pier. Vertaald als: De weg naar Wigan. Amsterdam, De Arbeiderspers, 1973 ISBN 90-295-3310-2
- 1938 - Homage to Catalonia. Vertaald als: Saluut aan Catalonië. Amsterdam, De Arbeiderspers, 1964; Afscheid van Catalonië. Amsterdam, De Arbeiderspers, 1975 ISBN 90-295-3278-5
- 1940 - My country right or left. Vertaald als: Mijn land, rechts of links. Antwerpen, Davidsfonds, 2021 ISBN 978-90-02-26921-9
- 1941 - The lion and the unicorn, socialism and the English genius
- 1945 - Notes on nationalism. Vertaald als: Over Nationalisme, ingeleid door Bas Heijne. Uitgeverij Prometheus, 2023, ISBN 9789044653137
- 1946 - Politics and the English language. Vertaald als: Taal en politiek, 2003
- 1968/2008 - The collected essays, journalism and letters of George Orwell en Narrative Essays. Vertaald als: Waarom ik schrijf, verhalende essays. Amsterdam, De Arbeiderspers, 2020 ISBN 978-90-295-4237-1. Deels eerder verschenen in: Een olifant omleggen, 1973
- 2010 - The Orwell Diaries. Vertaald als: Dagboeken, 1931-1949 (selectie). Amsterdam, De Arbeiderspers, 2014 ISBN 978-90-295-8862-1

### Bestseller 60
| Boeken met noteringen in de Nederlandse Bestseller 60 | Jaar van verschijnen | Datum van binnenkomst | Hoogste positie | Aantal weken | Opmerkingen                              |
| ----------------------------------------------------- | -------------------- | --------------------- | --------------- | ------------ | ---------------------------------------- |
| Over nationalisme                                     | 2023                 | 06-12-2023            | 9               | 6            | samengesteld en ingeleid door Bas Heijne |